# Claude Ollier
Claude Ollier (París, 17 de diciembre de 1922 − Le Port-Marly 18 de octubre de 2014) fue un escritor francés, vinculado al movimiento renovador denominado nouveau roman.

## Trayectoria
Este escritor parisino hizo estudios de Derecho y trabajó a continuación como funcionario.
Por motivos laborales, realizó abundantes viajes al extranjero. Concretamente, estuvo en Marruecos cinco años, decisivos en su obra, como funcionario francés.
Ollier estuvo asociado estrechamente a Alain Robbe-Grillet y a su movimiento literario, esto es al grupo de novelistas objetivistas, que movidos por la idea de renovar el lenguaje en la creación novelesca, se caracterizaron por una obsesiva observación de los objetos y una descomposición de sus formas. Por tanto se inscribe en la estética del llamado nouveau roman. 
Pero Ollier fue un escritor singular, que llevaba a cabo una mezcla de géneros novelescos (amoroso, policíaco, colonial, etc). Su obra puede denominarse "abierta" con pleno sentido de la palabra, dadas sus indagaciones continuas en el relato.
Entre sus libros, que no quiso llamar novelas, destacan Le maintien de l´ordre (1961); y La mise en scène, con el que obtuvo el Prix Médicis en 1958 por vez primera; la acción de esa novela estaba situada en Marruecos.

## Obras
- La mise en scène (1958). >> La puesta en escena.
- Le maintien de l’ordre (1961). >> Garantía del orden, Seix-Barral, 1971.
- Été indien (1963). >>  Verano indio.
- L'Échec de Nolan (1967).
- Navettes (1967).
- La vie sur Epsilon (1972).
- Enigma (1973).
- Our ou Vingt Ans aprés. >> Our o veinte años después, 1974.
- Fuzzy Sets (1975).
- Une histoire illisible (1986).
- Déconnection  (1988).
- Feuilletons (1990).